# Coupe de France de football 1936-1937
Navigation
Coupe de France 1935-1936 Coupe de France 1937-1938
La Coupe de France 1936-1937 était la 20e édition de la coupe de France, et a vu la victoire finale du FC Sochaux.

## Tours préliminaires
- 1er tour : dimanche 5 septembre 1936 (64 équipes)[1],[2] ;
- 2e tour : dimanche 27 septembre 1936[3] ;
- 3e tour : dimanche 18 octobre 1936 ;
- 4e tour : dimanche 8 novembre 1936 (80 matchs, entrée de certains clubs professionnels de deuxième division)[4] ;
- 5e tour : dimanche 29 novembre 1936 (entrée de certains clubs professionnels de première division)[5].

## Trente-deuxièmes de finale
Les matchs sont joués les 19 et 20 décembre 1936
| Équipe 1                         | Score | Équipe 2                                         |
| Red Star Olympique (D1)          | 3-1   | Union sportive normande (D1, ligue de Normandie) |
| FC Lorient                       | 1-2   | SM Caen (D2)                                     |
| Excelsior Roubaix Tourcoing (D1) | 4-0   | C.A. Paris (D2)                                  |
| R.C. Paris (D1)                  | 9-0   | Stade Béthunois                                  |
| Olympique Dunkerque (D2)         | 3-0   | F.C. Dieppe                                      |
| R.C. Arras (D3)                  | 1-0   | Amiens A.C. (D2)                                 |
| S.C. Fives (D1)                  | 9-0   | U.S. Pontoise                                    |
| U.S. Valenciennes (D2)           | 9-0   | Stade de l'Est                                   |
| R.C. Roubaix (D1)                | 4-3   | U.L. Moyeuvre-Grande                             |
| Havre A.C. (D1)                  | 3-0   | S.C. Albert                                      |
| F.C. Rouen (D1)                  | 6-0   | S.O. Est                                         |
| Stade de Reims (D1)              | 8-0   | A.S.S.B. Oignies                                 |
| F.C.O. Charleville (D2)          | 7-0   | A.S.P.T.T.                                       |
| Olympique Marseille (D1)         | 8-0   | Deportivo Bordeaux                               |
| R.C. Agde (amateur)              | 1-0   | Olympique Alès (D2)                              |
| F.C. Sète (D1)                   | 8-0   | A.S.A. Vauzelles                                 |
| A.S. Cannes (D1)                 | 7-1   | Grand'Combe                                      |
| A.S. Troyes (D2)                 | 9-2   | A.C. Amboisien                                   |
| R.C. Strasbourg (D1)             | 1-0   | F.C. Nancy (D2)                                  |
| C.S. Metz (D1)                   | 3-0   | A.S. Strasbourg                                  |
| F.C. Mulhouse (D1)               | 9-0   | A.S. Saint-Dizier                                |
| U.S. Boulogne (D2)               | 3-1   | C.A. Montreuil                                   |
| Olympique Lillois (D1)           | 4-1   | Stade Lavallois                                  |
| S.M. Caen (D2)                   | 2-1   | F.C. Lorient                                     |
| Stade Rennais (D1)               | 7-2   | U.S. St-Servan                                   |
| R.C. Lens (D2)                   | 5-0   | S.C. Choisy                                      |
| A.S. Brestoise (amateur)         | 2-0   | A.S. Cherbourg Stella (amateur)                  |
| Antibes F.C. (D1)                | 3-2   | U.S. Annemasse                                   |
| R.C. Calais (D2)                 | 1-0   | U.S. Tourcoing                                   |
| F.C. Sochaux (D1)                | 10-0  | Stade Déodatien                                  |
| O.G.C. Nice (D2)                 | 2-0   | Saint-Raphaël                                    |
| A.S. Saint-Etienne (D2)          | 7-0   | A.S. Néris                                       |
| S.O. Montpellier (D2)            | 5-1   | Saint-Gaudens                                    |
|                                  |       |                                                  |

## Seizièmes de finale
Les matchs sont joués les 16 et 17 janvier 1937 (les matchs rejoués les 21 et 28 janvier 1937).
| Équipe 1                         | Score         | Équipe 2                | Lieu               |
| SM Caen (D2)                     | 1 - 3         | Red Star Olympique (D1) | Rennes             |
| FC Sochaux (D1)                  | 3-0           | AS Brestoise            | Tours              |
| FC Rouen (D1)                    | 2-0           | Olympique Lillois (D1)  | Paris              |
| Olympique Marseille (D1)         | 1-1 a.p., 0-2 | SC Fives (D1)           | Strasbourg / Paris |
| RC Lens (D2)                     | 5-0           | RC Agde                 | Saint-Étienne      |
| Olympique Dunkerque (D2)         | 1-0           | RC Arras (D3)           | Lens               |
| FC Sète (D1)                     | 3-1           | SO Montpellier (D2)     | Alès               |
| RC Roubaix (D1)                  | 1-0           | US Valenciennes (D2)    | Lille              |
| OGC Nice (D2)                    | 0-0 a.p., 0-1 | RC Strasbourg (D1)      | Marseille / Lyon   |
| RC Calais (D2)                   | 0-0 a.p., 0-1 | Stade Rennais (D1)      | Le Havre / Rouen   |
| RC Paris (D1)                    | 4-0           | FC Antibes (D1)         | Lyon               |
| AS Cannes (D1)                   | 3-1           | CS Metz (D1)            | Sochaux            |
| US Boulogne (D2)                 | 6-5           | FC Mulhouse (D1)        | Nancy              |
| Excelsior Roubaix Tourcoing (D1) | 0-0 a.p., 3-2 | Le Havre AC (D1)        | Rouen / Saint Ouen |
| Stade de Reims (D1)              | 2-1           | AS Saint-Étienne (D2)   | Dijon              |
| FCO Charleville (D2)             | 3-1           | AS Troyes (D2)          | Reims              |

## Huitièmes de finale
Les matchs sont joués sur terrain neutre le 8 février 1937.
| Équipe 1                                | Score      | Équipe 2                         | Lieu                            |
| --------------------------------------- | ---------- | -------------------------------- | ------------------------------- |
| RC Paris (D1)                           | 1 - 0      | Stade Rennais (D1)               | Le Havre                        |
| RC Lens (D2)                            | 2 - 3      | Red Star Olympique (D1)          | Rouen                           |
| US Boulogne (D2)                        | 3 - 1      | RC Roubaix (D1)                  | Fives                           |
| Olympique Dunkerque (D2)                | 4 - 2      | Stade de Reims (D1)              | Amiens                          |
| AS Cannes (D1)                          | 2 - 0      | FCO Charleville (D2)             | Marseille                       |
| RC Strasbourg (D1)                      | 2 - 0      | Excelsior Roubaix Tourcoing (D1) | Rouen                           |
| FC Rouen (D1)                           | 4 - 2      | SC Fives (D1)                    | Tours                           |
| FC Sochaux (D1) Teletchea, Courtois (2) | 3 - 2 a.p. | FC Sète (D1) Camarata, Petrack   | Parc des Princes (15 000 spec.) |

## Quarts de finale
Le club de Boulogne (D2) créé une nouvelle fois la surprise en éliminant le RC Paris.
Les matchs sont joués sur terrain neutre le 7 mars 1937, Sochaux - Cannes est rejoué le 11 mars 1937.
| Équipe 1           | Score             | Équipe 2                    | Lieu           |
| US Boulogne (D2)   | 1 - 0             | RC Paris (D1)               | Rouen          |
| FC Rouen (D1)      | 2 - 0             | Olympique de Dunkerque (D2) | Roubaix        |
| FC Sochaux (D1)    | 0 - 0 a.p., 3 - 1 | AS Cannes (D1)              | Toulouse/Paris |
| RC Strasbourg (D1) | 3 - 1 a.p.        | Red Star Olympique (D1)     | Paris          |

## Demi-finale
Les matchs des demi-finales se sont joués le 4 et 5 avril 1937.
La demi-finale entre Sochaux et Boulogne s'est tenue à Paris. Celle opposant Strasbourg à Rouen s'est tenue à Lille.
Ce tour annonce la fin de l'aventure pour les joueurs boulonnais, qui auront réussit le tour de force d'éliminer 3 clubs de D1.
| Équipe 1           | Score | Équipe 2         | Lieu  |
| FC Sochaux (D1)    | 6 - 0 | US Boulogne (D2) | Paris |
| RC Strasbourg (D1) | 3 - 1 | FC Rouen (D1)    | Lille |

## Finale
La finale s'est tenue au Stade olympique Yves-du-Manoir à Colombes, le 9 mai 1937, arbitré par Eugène Olive.
Le FC Sochaux l'a emporté sur le score de 2 buts à 1 face au Racing Club de Strasbourg.
Les deux buts sochaliens ont été inscrits par Miguel Angel Lauri et Bernard Williams. Le but en faveur des strasbourgeois a été marqué par Oskar Rohr.
Il s'agit de la première Coupe de France gagnée par Sochaux.
| Clubs         | FC Sochaux - Racing Club de Strasbourg |
| Score         | 2-1 |
| Date          | 9 mai 1937 |
| Stade         | Stade olympique Yves-du-Manoir, Colombes 39 520 spectateurs |
| Arbitre       | Eugène Olive |
| Buts          | Oskar Rohr 31e pour Strasbourg ; Miguel Angel Lauri 38e, Bernard Williams 87e pour Sochaux. |
| FC Sochaux    | Laurent Di Lorto, Gabriel Lalloué, Étienne Mattler (cap.), Maxime Lehmann, János Szabó - Roger Hug, Miguel Angel Lauri, Vojtěch Bradáč, Roger Courtois, André Abegglen, Bernard Williams. Entraîneur : Conrad Ross |
| RC Strasbourg | François Mayer, Alphonse Lohr, Lucien Halter (cap.), Alexander Schwartz, Karl Humenberger, Henri Roessler, Fritz Keller, Johann Hoffmann, Oskar Rohr, Oscar Heisserer, Ernest Waechter. Entraîneur : Josef Blum    |